# Aérodrome de Tenkodogo
 (mars 2020).
L'aérodrome de Tenkodogo est un aéroport d'usage public situé près de Tenkodogo, dans la province du Boulgou et la région du Centre-Est au Burkina Faso.